# Raajakumara
Raajakumara ist eine indische Action-Komödie von Santosh Ananddram aus dem Jahr 2017.

## Handlung
Siddharth ist der adoptierte Sohn des reichen Paares Ashok und Sujatha führt ein glückliches Leben in Melbourne, kümmert sich um das Geschäft seines Vaters und kämpft für den Stolz seines Heimatlandes, er ist ein gutherziger Kerl, der jedem hilft, der Hilfe benötigt. Er verliebt sich in Nandini, einen Salsa-Lehrer. Tragödie schlug in Siddharths Leben, er verliert seine ganze Familie bei einem Flugunfall und kehrt nach Indien zurück.
Durch Nandinis Vater erfährt er, dass sein Vater von Leuten wegen Polio-Schemas gehasst wurde, die von ihm für arme Leute eingeführt wurden, die durch die Machenschaften von Jagannath, einem korrupten Minister, ruiniert wurden. Siddharth kümmert sich um alte Menschen in einem Altersheim, die alle ihre Probleme lösen. Einer von ihnen, Vishwa Joshi, ist der Vater von Jagannath und er hilft Siddharth, die bösen Taten seines Sohnes zu verraten.
Jagannath versucht seine Pläne zu ruinieren, versucht das Alter nach Hause zu bringen und lässt sogar seinen Vater von seinen Handlangern attackieren. Am Ende jedoch hat Jagannath einen Sinneswandel, rettet seinen Vater und übergibt sich der Polizei und alle alten Menschen treffen sich wieder mit ihren Kindern.

## Soundtrack
| # | Titel                  | Sänger/in                    | Liedtexter |
| - | ---------------------- | ---------------------------- | ---------- |
| 1 | Yarivanu Kannadadavanu | Shashank Sheshagiri          |            |
| 2 | Yaakingagidhe          | Puneeth Rajkumar             |            |
| 3 | Bombe Helutaithe       | Vijay Prakash                |            |
| 4 | Appu Dance             | Santhosh Venky, Priya Himesh |            |
| 5 | Saagaradha             | Sonu Nigam                   |            |